# بارناباش اشتینمتس
بارناباش اشتینمتس (انگلیسی: Barnabás Steinmetz؛ زادهٔ ۶ اکتبر ۱۹۷۵) بازیکن واترپلو اهل مجارستان بود.
وی در مسابقات کشوری و بین‌المللی در مجموع برندهٔ ۴ مدال طلا، ۱ مدال نقره شده‌است.